# Io sono la primula rossa
Pour plus de détails, voir Fiche technique et Distribution.
Io sono la primula rossa est une comédie italienne réalisée par Giorgio Simonelli et sortie en 1955.

## Synopsis
Les ennemis de la révolution française sont exécutés à la guillotine.
Un personnage porte assistance aux contre-révolutionnaires.
un aristocrate anglais et sa femme se sont réfugier en France.

## Fiche technique
- Titre original italien : Io sono la primula rossa[1] (litt. « Je suis la primevère rouge »)
- Réalisateur : Giorgio Simonelli
- Scénario : Lucio Fulci, Gastone Ramazzotti, Giorgio Simonelli, Raffaele Sposito (it), Steno
- Photographie : Carlo Bellero (it)
- Montage : Nino Baragli
- Musique : Sergio Nascimben
- Décors : Saverio D'Eugenio (it)
- Costumes : Giorgio Venzi
- Production : Giovanni Amati
- Sociétés de production : Cinefilm
- Pays de production :  Italie
- Langue originale : italien
- Format : Noir et blanc - 1,37:1 - Son mono
- Durée : 90 minutes
- Genre : comédie
- Dates de sortie :
  - Italie : 1955 (visa délivré le 18 décembre 1954[1])

## Distribution
- Renato Rascel : Sir Archibald
- Kerima : Lola
- Luigi Pavese : James
- Lauro Gazzolo : Chiffon
- Flora Medini : Lady Elizabeth
- Eva Vanicek : Javqueline de Fleury
- France Degand : Jeanne Lamoureuse
- Nietta Zocchi : Lady Margareth
- Cesare Fantoni
- Sergio Fantoni : Lord Sheridan
- Carlo Bellini